# Ashton Eaton
Ashton Eaton (Portland, 21 januari 1988) is een Amerikaanse voormalige atleet, die zich had toegelegd op de meerkamp. Hij is sinds 2010 houder van het wereldindoorrecord op de zevenkamp en had vanaf 2012 tot en met 2018 het wereldrecord op de tienkamp op zijn naam staan. Hij werd twee keer olympisch kampioen op de tienkamp, hij won die titel in 2012 en 2016.

## Loopbaan

### Verschillende NCAA-titels
De atletiekloopbaan van Eaton speelde zich aanvankelijk vooral af binnen de Amerikaanse en Canadese universitaire competitie. Als vertegenwoordiger van de universiteit van Oregon behaalde hij zijn eerste grote overwinning in 2008, toen hij op de tienkamp NCAA-kampioen werd. Een jaar later was Eaton in dit verband de sterkste op zowel de zevenkamp tijdens de NCAA-indoor- als de tienkamp tijdens de NCAA-outdoorkampioenschappen. Bij de laatste gelegenheid kwam hij tot een score van 8241 punten, zij het dat de wind hem hier en daar wat had geholpen. Op de Amerikaanse kampioenschappen dat jaar eindigde hij achter Trey Hardee op de tweede plaats, wat hem uitzending naar de wereldkampioenschappen in Berlijn opleverde. In de Duitse hoofdstad kon hij zijn uitzending echter niet waarmaken, want terwijl Trey Hardee zich tot wereldkampioen liet kronen, eindigde Eaton op een teleurstellende achttiende plaats.

### Wereldrecord zevenkamp
In 2010 revancheerde Ashton Eaton zich voor zijn tegenvallende prestatie op de WK door bij indoorkampioenschappen van de NCAA op de zevenkamp een puntentotaal van 6499 te scoren. Hiermee verbeterde hij het zeventien jaar oude wereldrecord van Dan O'Brien met 23 punten. Later dat jaar won hij zijn derde opeenvolgende NCAA-titel op de tienkamp, waarbij hij zij PR op 8457 punten stelde.
Aan het eind van 2010 werd hem vanwege deze prestaties de Bowerman Award uitgereikt.

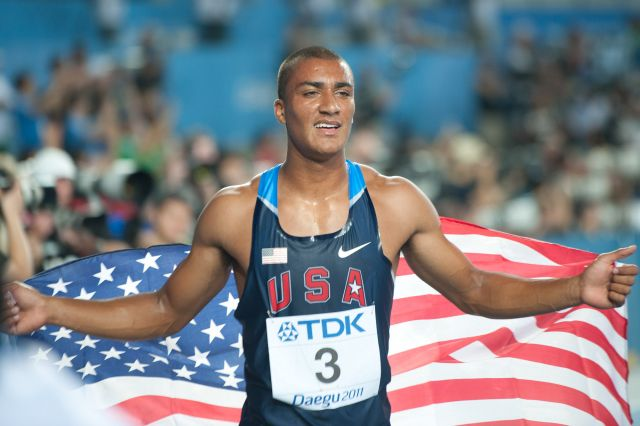
Tijdens de WK 2011, Daegu

### WR's verbeterd
Een jaar later, in februari 2011, verbeterde Eaton zijn eigen wereldrecord. Tijdens de International Indoor Combined Events Meeting in Tallinn kwam hij op de zevenkamp tot een score van 6568 punten, ook al bleef hij bij het hoogspringen iets onder zijn kunnen. Op de WK van 2011 in het Zuid-Koreaanse Daegu moest hij met 8505 punten genoegen nemen met een tweede plaats achter zijn landgenoot Trey Hardee.
Tijdens de Amerikaanse kwalificatiewedstrijden voor de Olympische Spelen van Londen in 2012 verbeterde Eaton vervolgens ook het wereldrecord op de tienkamp. Het record, dat op naam van Roman Šebrle stond, werd door hem verbroken met dertien punten tot 9039 pt. Hij was daarmee de tweede persoon ooit die boven de 9000 punten uitkwam. Door deze prestatie was Eaton de grote favoriet voor de overwinning tijdens de Olympische Spelen. Hij kon deze favorietenrol waarmaken: hij won met een puntenverschil van bijna 200 het belangrijke toernooi voor landgenoot Trey Hardee. Bij de WK van 2013 werd Eaton ook wereldkampioen op de tienkamp. Bij de WK van 2015 prolongeerde Eaton zijn titel in een nieuw wereldrecord van 9045 punten.

## Titels
- Olympisch kampioen tienkamp - 2012, 2016
- Wereldkampioen tienkamp - 2013, 2015
- Wereldindoorkampioen zevenkamp - 2012, 2014, 2016
- Amerikaans kampioen tienkamp - 2011, 2012
- Amerikaans indoorkampioen verspringen - 2012
- NCAA-kampioen tienkamp - 2008, 2009, 2010
- NCAA-indoorkampioen zevenkamp - 2009

## Statistieken

### Persoonlijke records
Outdoor
| Discipline           | Prestatie        | Wind (m/s) | Datum               | Plaats record   |
| -------------------- | ---------------- | ---------- | ------------------- | --------------- |
| 100 m                | 10,21            | +0,4       | 22 juni 2012        | Eugene          |
| 200 m                | 20,76            | +1,8       | 19 april 2013       | Walnut          |
| 400 m                | 45,00            |            | 28 augustus 2015    | Peking          |
| 1500 m               | 4.14,48          |            | 23 juni 2012        | Eugene          |
| 110 m horden         | 13,35            | +1,8       | 4 juni 2011         | Eugene          |
| 400 m horden         | 48,69            |            | 11 juli 2014        | Glasgow         |
| hoogspringen         | 2,11             |            | 10 juni 2012        | Burnaby         |
| polsstokhoogspringen | 5,40             |            | 8 augustus 2015     | Portland        |
| verspringen          | 8,23             | +0,8       | 22 juni 2012        | Eugene          |
| kogelstoten          | 15,40            |            | 30 maart 2013       | Palo Alto       |
| discuswerpen         | 47,36            |            | 14 augustus 2011    | Chula Vista     |
| speerwerpen          | 66,64            |            | 16 maart 2013       | San Luis Obispo |
| tienkamp             | 9045 (ex-WR, AR) |            | 28/29 augustus 2015 | Peking          |

Indoor
| Discipline           | Prestatie | Datum            | Plaats       |
| -------------------- | --------- | ---------------- | ------------ |
| 60 m                 | 6,66      | 5 februari 2011  | Tallinn      |
| 400 m                | 47,80     | 6 februari 2009  | New York     |
| 800 m                | 1.55,90   | 22 januari 2011  | Princeton    |
| 1000 m               | 2.32,67   | 13 maart 2010    | Fayetteville |
| 60 m horden          | 7,51      | 14 februari 2015 | New York     |
| hoogspringen         | 2,11      | 12 maart 2010    | Fayetteville |
| verspringen          | 8,16      | 9 maart 2012     | Istanboel    |
| polsstokhoogspringen | 5,40      | 14 februari 2016 | Boston       |
| kogelstoten          | 15,05     | 8 februari 2014  | Boston       |
| zevenkamp            | 6645 (WR) | 9/10 maart 2012  | Istanboel    |

### Opbouw PR meerkamp en potentieel record op basis van PR's
In de tabel staat de uitsplitsing van het persoonlijk record op de tienkamp. In de kolommen ernaast staat ook het potentieel record, met alle persoonlijke records op de losse onderdelen en de bijbehorende punten.
|              | Uitsplitsing PR | Uitsplitsing PR | Uitsplitsing PR |              | Potentieel record | Potentieel record |
| Onderdeel    | Prestatie       | Wind (m/s)      | Punten          | Pers. record | Punten            |                   |
| ------------ | --------------- | --------------- | --------------- | ------------ | ----------------- | ----------------- |
| 100 m        | 10,23           | -0,4            | 1040            | 10,21        | 1044 1            |                   |
| verspringen  | 7,88            | +0,0            | 1030            | 8,23         | 1120              |                   |
| kogelstoten  | 14.52           |                 | 760             | 15,40        | 814               |                   |
| hoogspringen | 2,01            |                 | 813             | 2,11         | 906               |                   |
| 400 m        | 45,00           |                 | 1060            | 45,00        | 1060              |                   |
| 110m horden  | 13.69           | -0,2            | 1015            | 13,35        | 1060              |                   |
| discuswerpen | 43,34           |                 | 733             | 47,36        | 816               |                   |
| polshoog     | 5,20            |                 | 972             | 5,40         | 1035              |                   |
| speerwerpen  | 63,63           |                 | 793             | 66,64        | 838               |                   |
| 1500 m       | 4.17,52         |                 | 829             | 4.14,48      | 850               |                   |
| Puntentotaal |                 |                 | 9045            |              | 9543              |                   |

1Prestatie zonder rugwind-voordeel; met windvoordeel 10,19 1049 punten.

## Palmares

### 100 m
- 2015: 7e FBK Games - 10,42 s

### 400 m horden
- 2014:  FBK Games - 49,07 s
- 2014:  Glasgow Grand Prix – 48,69 s

### verspringen
- 2012:  Amerikaanse indoorkamp. - 8,06 m
- 2015:  FBK Games - 8,03 m

### zevenkamp
- 2012:  WK indoor - 6645 p
- 2014:  WK indoor - 6632 p
- 2016:  WK indoor - 6470 p

### tienkamp
- 2009: 18e WK - 8061 p
- 2011:  Amerikaanse kamp. - 8729 p
- 2011:  WK - 8505 p
- 2012:  Amerikaanse kamp. - 9039 p (WR)
- 2012:  OS - 8869 p
- 2013:  WK - 8809 p
- 2015:  WK - 9045 p (WR)
- 2016:  OS - 8893 p (OR)

## Onderscheidingen
- IAAF-atleet van het jaar - 2015

1904: Tom Kiely ·
1912: Jim Thorpe ·
1920: Helge Løvland ·
1924: Harold Osborn ·
1928: Paavo Yrjölä ·
1932: James Bausch ·
1936: Glenn Morris ·
1948: Bob Mathias ·
1952: Bob Mathias ·
1956: Milt Campbell ·
1960: Rafer Johnson ·
1964: Willi Holdorf ·
1968: Bill Toomey ·
1972: Nikolaj Avilov ·
1976: Bruce Jenner ·
1980: Daley Thompson ·
1984: Daley Thompson ·
1988: Christian Schenk ·
1992: Robert Změlík ·
1996: Dan O'Brien ·
2000: Erki Nool ·
2004: Roman Šebrle ·
2008: Bryan Clay ·
2012: Ashton Eaton ·
2016: Ashton Eaton ·
2020: Damian Warner ·
2024: Markus Rooth
1983 Daley Thompson ·
1987 Torsten Voss ·
1991 Dan O'Brien ·
1993 Dan O'Brien ·
1995 Dan O'Brien ·
1997 Tomáš Dvořák ·
1999 Tomáš Dvořák ·
2001 Tomáš Dvořák ·
2003 Tom Pappas ·
2005 Bryan Clay ·
2007 Roman Šebrle ·
2009 Trey Hardee ·
2011 Trey Hardee ·
2013 Ashton Eaton ·
2015 Ashton Eaton ·
2017 Kévin Mayer ·
2019 Niklas Kaul ·
2022 Kévin Mayer ·
2023 Pierce LePage
- World Athletics: 14237014
- Library of Congress Control Number: no2018174058
- Virtual International Authority File: 9163154622418544710002
- WorldCat: E39PBJpjddxbdCytcFmHYMyPQq